# Le Foyer
Le Foyer est une comédie en trois actes de l’écrivain français Octave Mirbeau, écrite en collaboration avec Thadée Natanson et représentée à la Comédie-Française le 7 décembre 1908.

## La trame
Comme Les affaires sont les affaires, Le Foyer est une comédie de mœurs et de caractères qui se situe dans la continuité de Molière et qui respecte l’unité de temps et l’unité d’action.
Le baron J. G. Courtin, sénateur bonapartiste d'opposition et académicien bien-pensant, auteur de nombreux ouvrages sur la charité chrétienne, a détourné de l’argent du Foyer prétendument charitable qu’il préside et risque tout à la fois la ruine, le déshonneur et la prison. Mais il échappe au châtiment. D'abord, grâce à l’ancien amant de sa femme Thérèse, le vieux financier Armand Biron, cynique et retors, mais toujours amoureux, qu’il oblige la baronne à aller supplier, alors qu'elle l'a délaissé au profit du jeune d'Auberval, qui se pique d'idées progressistes ; Biron accepte de payer pour Courtin, mais il entend bien se rattraper en exploitant encore plus férocement le travail des fillettes du Foyer. Ensuite, grâce à un accord conclu avec le gouvernement républicain, qui passe l’éponge en échange de son silence dans un débat de première importance à la Chambre. À bord du bateau de croisière de Biron, Courtin va pouvoir peaufiner tout à loisir son discours sur les prix de vertu, en compagnie des deux amants de sa femme, l'ancien et le nouveau...

## Le scandale
Cette comédie rosse a fait l’objet d’une bataille et d’une cabale et a suscité un beau scandale. La bataille, remportée par Mirbeau à la suite d’une décision de justice, l’a opposé à l’administrateur de la Comédie-Française, Jules Claretie, qui, après avoir imprudemment accepté la pièce fin décembre 1906, avait exigé des transformations inacceptables et, faute de les obtenir, avait arrêté brusquement les répétitions, début mars 1908. La cabale, orchestrée par les Camelots du roi, militants de l’Action française, a visé à perturber les représentations ou à les faire interdire en province, notamment à Angers et à Nantes.
Quant au scandale, il est dû aux multiples audaces d’une œuvre au vitriol : Mirbeau y dénonce la collusion entre les politiciens de tous bords, toujours prêts à étouffer les scandales ; il y démystifie la prétendue charité, qui n’est que du business et au nom de laquelle on exploite une main d’œuvre corvéable à merci ; et il y évoque sans fard l’exploitation sexuelle d’adolescentes démunies, livrées à la concupiscence de messieurs « respectables »…

## Distribution

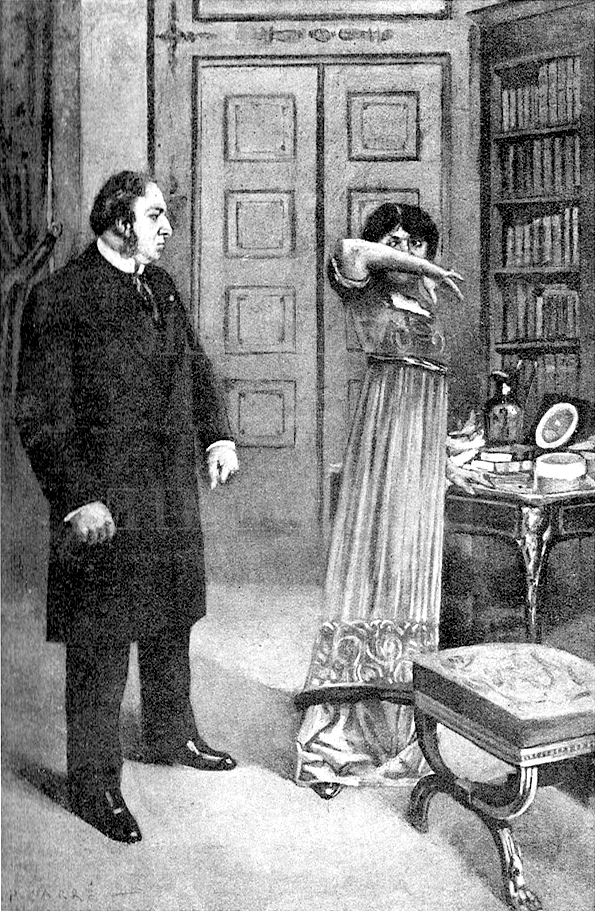
Courtin — Misérable ! Tais-toi !… Tais-toi !…

| Acteurs et actrices ayant créé les rôles |                    |
| Personnage                               | Acteur ou actrice  |
| Baron Courtin                            | Félix Huguenet     |
| Thérèse Courtin                          | Julia Bartet       |
| Armand Biron                             | Maurice de Féraudy |
| Mlle Rambert                             | Blanche Pierson    |
| Robert d’Auberval                        | Jacques de Féraudy |
| L’abbé Laroze                            | Jules Truffier     |
| Charles Dufrère                          | Paul Numa          |